# あさぎり町立深田中学校
あさぎり町立深田中学校（あさぎりちょうりつ ふかだちゅうがっこう）は、かつて熊本県球磨郡あさぎり町深田東にあった公立中学校。通称「深中（ふかちゅう）」。

## 沿革
- 1947年（昭和22年）4月23日 - 深田村立深田中学校創立
- 2003年（平成15年） - 5町村合併により、あさぎり町発足。それに伴い「あさぎり町立深田中学校」と改称
- 2012年（平成24年）4月1日 - あさぎり町管轄の5つの中学校があさぎり町立あさぎり中学校に統合される事に伴い、閉校した。